# Paraphycus abnormiscapus
Paraphycus abnormiscapus är en stekelart som beskrevs av Girault 1915. Paraphycus abnormiscapus ingår i släktet Paraphycus och familjen sköldlussteklar. Inga underarter finns listade i Catalogue of Life.